# Tsjojr
Tsjojr (Mongools: Чойр) is een stad in Mongolië, 250 km ten zuidoosten van de hoofdstad Ulaanbaatar. De stad telt 10.400 inwoners (2017) en is bestuurlijk centrum van de ajmag (provincie) Govĭsümber. Tsjojr bestaat uit Sümber (het eigenlijke centrum), Chonchor (een wijk waar vroeger Sovjets woonden) en een wijk met joerten.
Tsjojr ligt in het Tsjojrdal, een strook land van ca. 150 km lang en 10–20 km breed. Het ligt op een hoogte van 1230 - 1270 meter, ongeveer 500 meter lager dan het omringende gebied. 

## Infrastructuur
Tsjojr ligt aan de Trans-Mongoolse spoorlijn en aan de wegverbinding van Ulaanbaatar naar China. Dagelijks rijden meerdere treinen in beide richtingen. Op de hoofdstad rijden ook bussen en taxibusjes. Tsjojr is aangesloten aan het elektriciteits- en waterleidingnet. In de zomer is er alleen in het weekend warm water. Soms is er stroom- en wateruitval, die wel vaak worden aangekondigd en van doen hebben met reparaties in de zomer.

## Klimaat
De regio is een uitloper van de Gobiwoestijn, er valt wel wat meer neerslag dan in de rest van de Gobi, namelijk gemiddeld 200–250 mm per jaar. In het gebied is sprake van een koud steppeklimaat, met een groot temperatuurverschil tussen zomer en winter en tussen dag en nacht. Vooral in de zomer staat er vrij veel wind en komen soms zandstormen voor.

## Geschiedenis
Tsjojr was een militair steunpunt van de Sovjets. Tussen 1989 en 1992 verlieten ze hun basis. In Bajantal ca. 25 km ten noorden van Tsjojr, ligt de langste landingsbaan van Mongolië. Tegenwoordig vallen de terreinen onder het Mongoolse leger. Ze worden niet actief gebruikt, maar zijn niet toegankelijk.

## Bezienswaardigheden
Op het plein voor het station van Tsjojr staat een standbeeld ter ere van de eerste Mongoolse kosmonaut Zjoegderdemidijn Goerragtsjaa. In de buurt van  Chonchor staat het grootste nog behouden gebleven Russische standbeeld in Mongolië. Eveneens in Chonchor, in het bestuursgebouw, bevindt zich het museum van Tsjojr.

## Landschap
In de omgeving bevinden zich de Tsjojrberg, de Sansarberg en de Sumberberg. Bij de Tsjojrberg stond vroeger een klooster waar rond de 1000 monniken woonden. Tegenwoordig zijn er nog een aantal boeddhistische monumenten te zien.

## Economie
Sinds 1994 is er in de stad een industrie- en technologiepark. Tsjojr heeft een gevangenis met een capaciteit van ca. 460 gevangenen. De provincie Govisümber is rijk aan bodemschatten zoals bruinkool, olie, tin, leem en mineralen, die in diverse mijnen worden gedolven. 

## Afbeeldingen

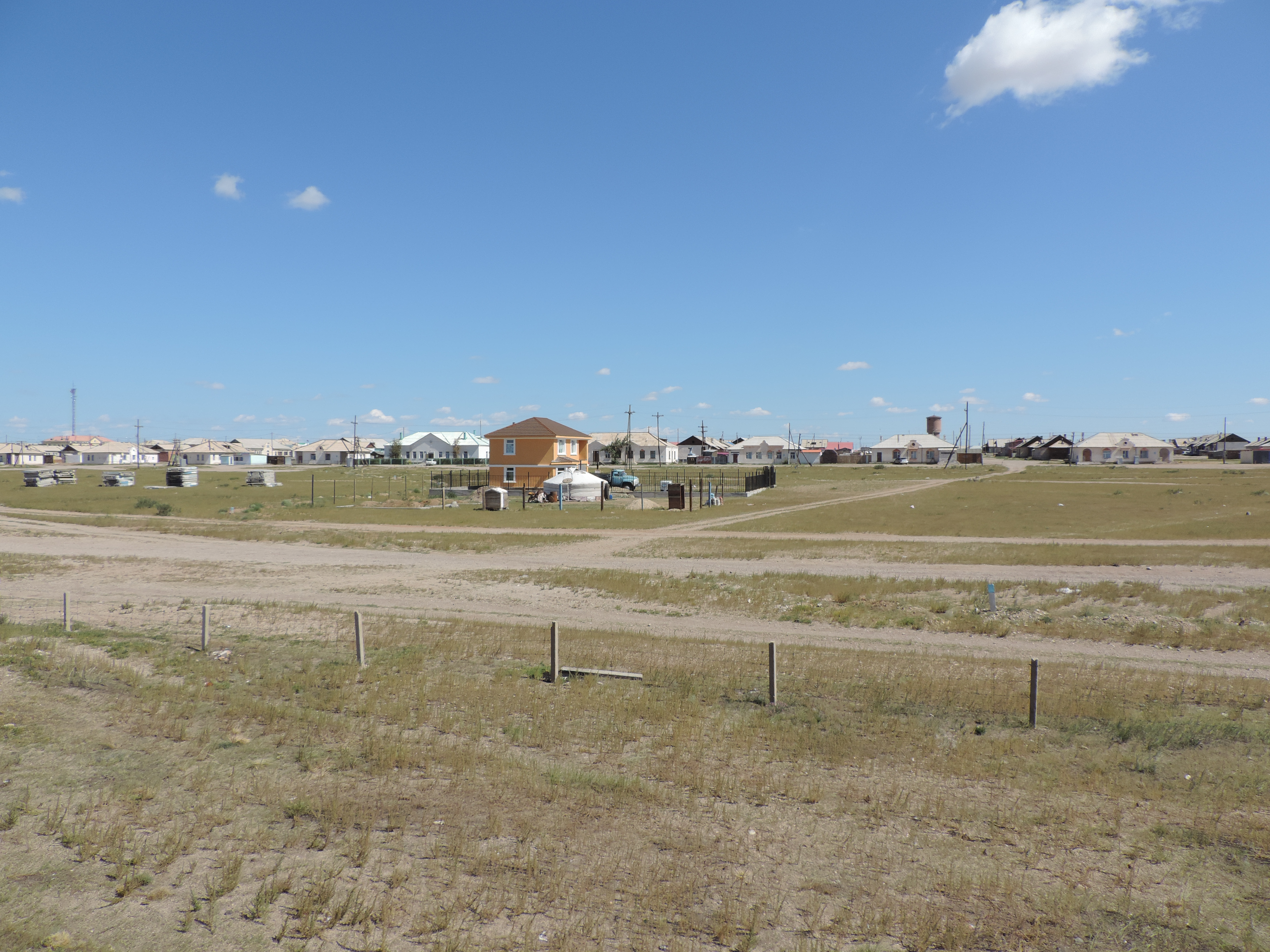
Tsjojr
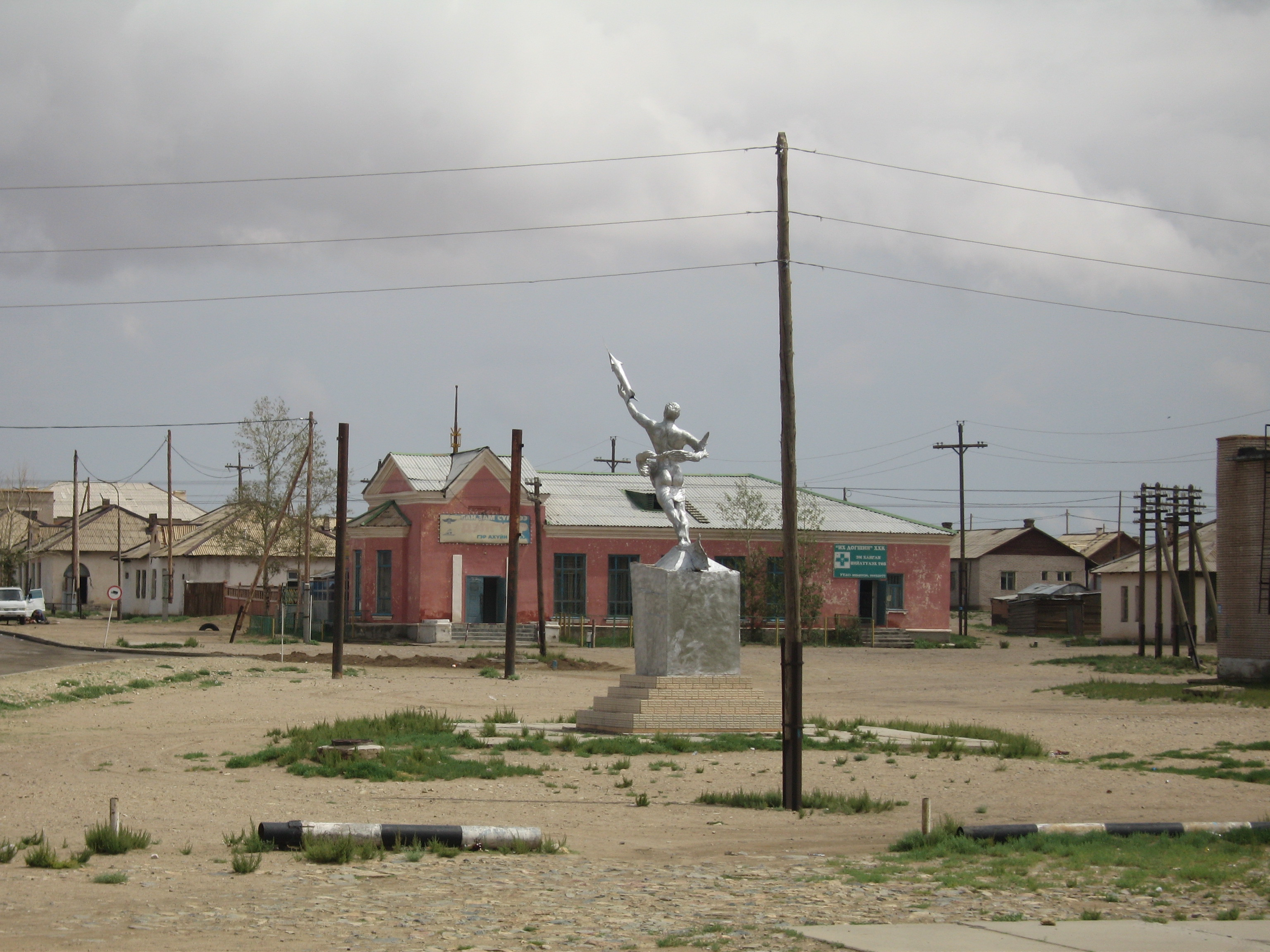
Standbeeld in Tsjojr
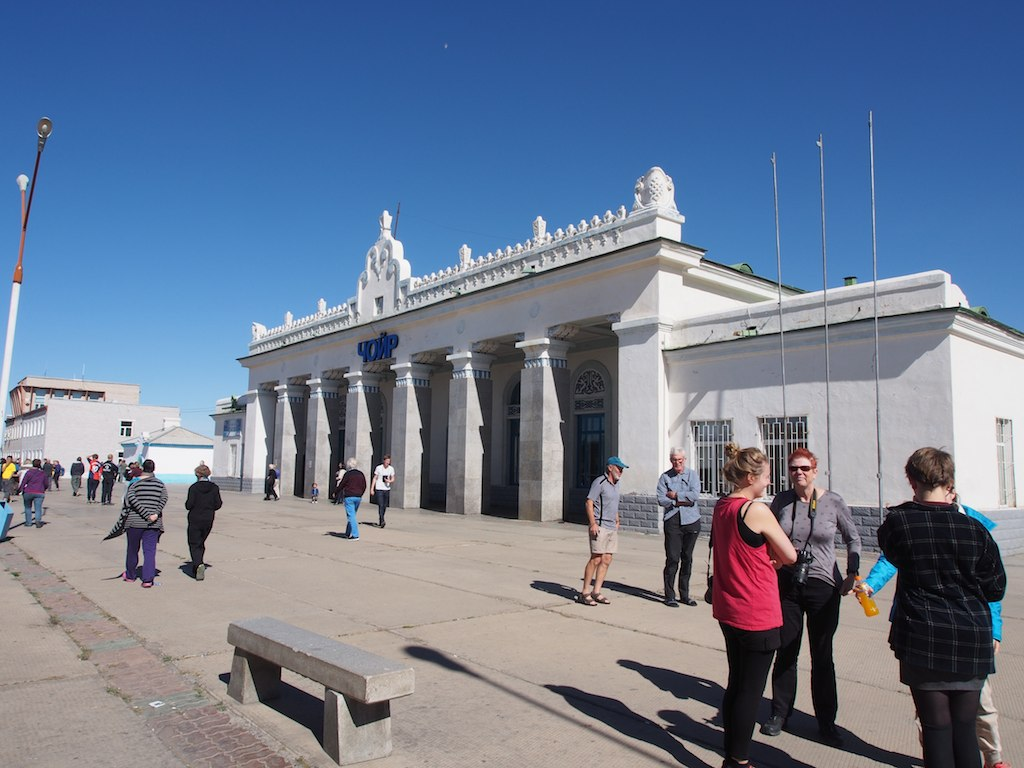
Station van Tsjojr